# Henri Eninful
Akoete Henritse Eninful, (Notsé, 1992. július 21. –) togói válogatott labdarúgó, jelenleg a görög Peramaikos játékosa.

## Mérkőzései a togói válogatottban
| #   | Dátum               | Ellenfél        | Eredmény | Kiírás              | Esemény |
| --- | ------------------- | --------------- | -------- | ------------------- | ------- |
| 1.  | 2015. november 15.  | Uganda          | 0 – 3    | Vb-selejtező        |         |
| 2.  | 2016. március 25.   | Tunézia         | 0 – 1    | ANK-selejtező       |         |
| 3.  | 2016. május 27.     | Zambia          | 1 – 0    | barátságos mérkőzés | 60'     |
| 4.  | 2016. június 5.     | Libéria         | 2 – 2    | ANK-selejtező       |         |
| 5.  | 2016. szeptember 4. | Dzsibuti        | 5 – 0    | ANK-selejtező       |         |
| 6.  | 2016. november 11.  | Comore-szigetek | 2 – 2    | barátságos mérkőzés | 46'     |
| 7.  | 2016. november 15.  | Marokkó         | 1 – 2    | barátságos mérkőzés | 72'     |
| 8.  | 2021. március 25.   | Comore-szigetek | 0 – 0    | ANK-selejtező       |         |
| 9.  | 2021. március 29.   | Kenya           | 1 – 2    | ANK-selejtező       | 90+4'   |
| 10. | 2021. június 5.     | Guinea          | 2 – 0    | barátságos mérkőzés |         |
| 11. | 2021. június 8.     | Gambia          | 0 – 1    | barátságos mérkőzés |         |
| 12. | 2021. szeptember 1. | Szenegál        | 0 – 2    | Vb-selejtező        |         |

## Pályafutása

### Kecskeméti TE
2014 telén igazolta le az Újpest FC csapatától kölcsönbe fél évre a Kecskeméti TE. Meggyőző kölcsönjátéka után a kecskeméti csapat szerződtette 2 évre.